# Động cơ phản lực dòng thẳng

Sơ đồ phác thảo của một động cơ phản lực thẳng

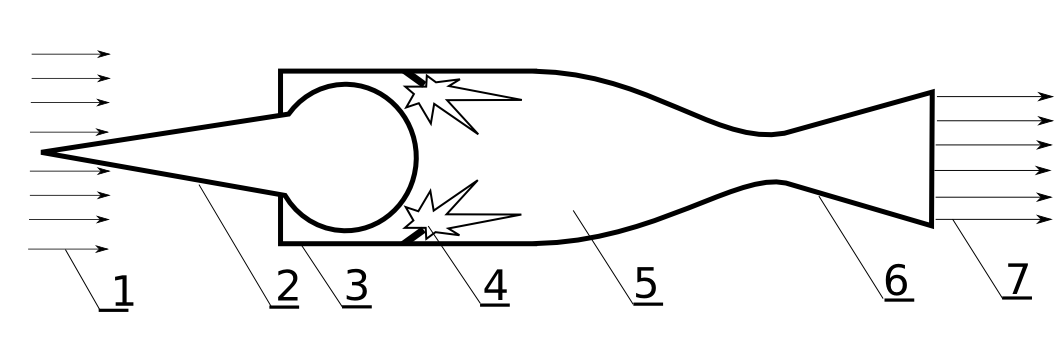
Sơ đồ thiết bị ĐCPL dòng thẳng sử dụng nhiên liệu lỏng.
1. Dòng không khí đi vào;
2. Vật trung tâm.
3. Thiết bị đầu vào.
4. Vòi phun nhiên liệu.
5. Buồng đốt.
6. Loa phụt.
7. Dòng phản lực.

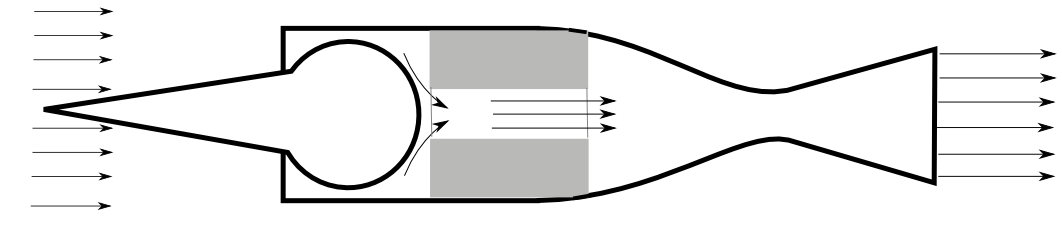
Sơ đồ thiết bị ĐCPL dòng thẳng sử dụng nhiên liệu rắn

Động cơ phản lực dòng thẳng (tiếng Anh - Ramjet engine; tiếng Nga - Прямоточный воздушно-реактивный двигатель, viết tắt - ПВРД) đôi khi được gọi là động cơ phản lực luồng nhồi, máy đẩy luồng nhồi, động cơ phản lực ống khói lò, hoặc athodyd, là một trong các dạng đơn giản nhất của động cơ phản lực không khí sử dụng chuyển động về phía trước của động cơ để nén khí vào, mà không có một máy nén quay. Động cơ phản lực thẳng không thể tạo ra lực đẩy ở tốc độ số không và do đó không thể di chuyển một chiếc máy bay đang đứng yên.
Động cơ ramjet được sử dụng trong các phương tiện bay yêu cầu động cơ nhỏ, cơ cấu cơ khí đơn giản bay ở vận tốc lớn, ví dụ như trong tên lửa. Các nước như Mỹ, Canada, Vương quốc Anh đã sử dụng rộng rãi động cơ Ramjet trong các thiết kế tên lửa phòng không từ những năm 1960s như CIM-10 Bomarc và Bloodhound. Các nhà thiết kế vũ khí cũng đồng thời trang bị động cơ ramjet cho cả đạn súng cối cỡ nòng 120 mm, với tầm bắn lên tới 35 km (22 mi). Đồng thời các nhà khoa học cũng áp dụng thành công động cơ ramjet trên máy bay trực thăng dù rằng không mấy hiệu quả.
Ramjet khác với động cơ phản lực xung pulsejet, sử dụng buồng đốt không liên tục, động cơ ramjet sử dụng buồng đốt chu trình liên tục.
Khi tốc độ bay tăng lên, hiệu suất của động cơ ramjet bắt đầu giảm xuống do nhiệt độ không khí tăng lên khi bị nén lại qua cửa hút khí. Khi nhiệt độ khí nạp vào động cơ tiến gần đến nhiệt độ khí phut, thì năng lượng để tạo ra lực đẩy sẽ càng ít đi. Để sản sinh ra lực đẩy lớn hơn ở vận tốc bay lớn, động cơ ramjet phải được điều chỉnh sao cho không khí đi vào động cơ không bị nén (do đó không bị gia nhiệt) quá nhiều. Điều này động nghĩa với việc dòng không khí đi qua buồng đốt với vận tốc rất lớn (so với động cơ), trên thực tế dòng khí này đạt tới vận tốc siêu âm—đây cũng là lí do người ta gọi động cơ ramjet là động cơ nén khí ở tốc độ siêu âm supersonic-combustion ramjet, hay viết tắt là scramjet.

## Lịch sử ra đời

### Cyrano de Bergerac
L'Autre Monde: ou les États et Empires de la Lune (Comical History of the States and Empires of the Moon) (1657) một trong ba quyển tiều thuyết tưởng tượng được viết bởi Cyrano de Bergerac một trong những cuốn tiểu thuyết giả tưởng đầu tiên. Arthur C Clarke tin rằng đây là cuốn tiểu thuyết đã đưa ra khái niệm ban đầu về động cơ ramjet, và cũng là cuốn tiểu thuyết viễn tưởng đầu tiên nói về việc du hành vũ trụ bằng tên lửa.

### René Lorin
Động cơ ramjet đã được phát minh vào năm 1913 bởi một nhà phát minh người Pháp tên là René Lorin, với một bản vẽ ký tên ông. Tuy nhiên những nỗ lực nhằm chế tạo động cơ ramjet đều thất bại do khoa học chưa phát minh ra loại vật liệu phù hợp. Bản thiết kế số FR290356 của ông đã đưa ra động cơ buồng đốt trong với sự bổ sung một chiếc 'trumpet' như là miệng xả. 

### Albert Fonó
Năm 1915, nhà phát minh người Hungary Albert Fonó phát minh ra một giải pháp để tăng tầm bắn cho đạn pháo, bằng cách sử dụng đạn pháo có kết hợp với động cơ ramjet, có khả năng cung cấp tầm bắn xa hơn so với đạn pháo thông thường có vận tốc đầu nòng thấp, cho phép đạn pháo nặng có thể bắn đi từ pháo hạng nhẹ. Fonó đăng ký phát minh của mình với quân đội Áo-Hung nhưng bản thiết kế của ông không được chấp nhận. Sau chiến tranh thế giới I, Fonó quay trở lại nghiên cứu về lực đẩy phản lực, vào tháng Năm năm 1928, ông mô tả về "động cơ phản lực khí" mà theo ông có khả năng trang bị cho máy bay siêu âm bay ở tầng cao, trong một sáng chế phát minh bằng tiếng Đức. Ngoài ra ông còn sử dụng loại động cơ này cho các chuyến bay cận âm. Bằng sáng chế được cấp năm 1932 sau bốn năm kiểm chứng (Bằng sáng chế của Đức số 554.906, 1932-11-02).

### Liên Xô
Những nghiên cứu đầu tiên về động cơ ramjet tại Liên Xô được đưa ra từ năm 1928 bởi Boris Stechkin. Công việc chế tạo động cơ ramjet được Yuri Pobedonostsev trưởng bộ phận phát triển tên lửa GIRD đảm nhận. Động cơ ramjet đầu tiên với tên gọi GIRD-04, được thiết kế bởi I.A. Merkulov và thử nghiệm vào tháng Tư năm 1933. Để mô phỏng chuyến bay siêu âm, động cơ được nạp bởi không khí nén dưới áp suất 20.000 kilôpascal (200 atm), và sử dụng nhiên liệu là hydro. Động cơ GIRD-08 với nhiên liệu là photpho được thử nghiệm bắn đi từ nòng pháo. Những viên đạn pháo này là những viên đạn đầu tiên đạt tới vận tốc vượt tốc độ âm thanh.
Năm 1939, Merkulov đã thử nghiệm sâu hơn về động cơ ramjet với việc sử dụng tên lửa hai tầng đẩy R-3. Tháng Tám năm đó, Merkulov đã phát triển động cơ ramjet đầu tiên sử dụng cho máy bay với vai trò là động cơ phụ, với tên gọi DM-1. Chiếc máy bay đầu tiên sử dụng động cơ ramjet đã cất cánh tháng 12 năm 1940, sử dụng hai động cơ DM-2 trang bị trên Polikarpov I-15. Merkulov tiếp tục thiết kế máy bay sử dụng động cơ ramjet  "Samolet D" vào năm 1941, nhưng không bao giờ hoàn thành được. Hai động cơ ramjet DM-4 được lắp đặt trên máy bay tiêm kích Yak-7. Năm 1940, máy bay thử nghiệm Kostikov-302 được thiết kế, sử dụng động cơ phản lực nhiên liệu lỏng để cất cánh và động cơ ramjet để bay. Tuy nhiên dự án đã bị hủy bỏ vào năm 1944 do động cơ chưa sẵn sàng để thử nghiệm.
Năm 1947, Mstislav Keldysh đưa ra đề xuất về một loại máy bay ném bom tầm  tương tự như máy bay ném bom của Sänger-Bredt, tuy nhiên được trang bị động cơ ramjet thay vì động cơ tên lửa. Năm 1954, NPO Lavochkin và Viện Keldysh đã phát triển một loại tên lửa hành trình động cơ ramjet đạt tốc độ bay Mach 3 tên là Burya. Thiết kế này được đem ra cạnh tranh với tên lửa đạn đạo xuyên lục địa R-7 ICBM của Sergei Korolev, nhưng đã bị hủy bỏ vào năm 1957.

### Nga
Ngày 1 tháng Ba năm 2018, Tổng thống Nga Vladimir Putin đã tuyên bố Nga hiện đang phát triển một tên lửa hành trình động cơ ramjet 9M730 Burevestnik. Tên gọi của NATO cho loại tên lửa mới là SSC-X-9 "Skyfall". Ngày 9 tháng Tám năm 2019, một vụ nổ đã làm phát tán phóng xạ được ghi nhận tại Trung tâm thử nghiệm vũ khí Hải quân Nga cách Nyonoksa 2 km về phía Bắc. Vụ nổ đã khiến 5 nhà khoa học thiệt mạng.

### Đức
Năm 1936, Hellmuth Walter, một nhà khoa học người Đức đã tiến hành thử nghiệm động cơ với nhiên liệu là khí gas tự nhiên. Các nghiên cứu về mặt lý thuyết được thực hiện bởi BMW và Junkers, cũng như tại DFL. Năm 1941, Eugen Sänger khi làm việc tại DFL đã đề xuất việc sử dụng động cơ ramjet với buồng đốt nhiệt độ cực lớn. Ông đã tiến hành chế tạo các ống ramjet rất lớn với đường kính 500 mm đến 1000 mm và tiến hành các thử nghiệm buồng đốt và thực hiện thử nghiệm với Dornier Do 17Z với tốc độ đạt tới 200 mét trên giây (720 km/h).

### Mỹ

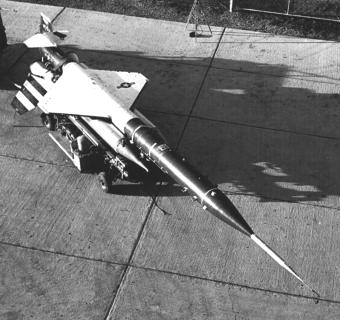
Tên lửa AQM-60 Kingfisher là mẫu tên lửa đầu tiên sử dụng động cơ ramjet được trang bị cho quân đội Mỹ.

Stovepipe (flying/flaming/supersonic) là tên gọi thường thấy trên các mặt báo những năm 1950s Aviation Week & Space Technology để mô tả động cơ ramjet.
Hải quân Hoa Kỳ đã tiến hành phát triển một loạt các tên lửa phòng không "Gordon" với cơ cấu cơ khí khác nhau, bao gồm cả phiên bản Gordon IV trang bị động cơ ramjet. Động cơ ramjet được chế tạo bởi Glenn Martin, thử nghiệm vào năm 1948, 1949 tại Căn cứ thử nghiệm Hải quân mũi Mugu. Bản thân động cơ được thiết kế bởi Đại học Nam California và được chế tạo tại Công ty hàng không Marquardt. Động cơ có chiều dài 2,1 mét (7 ft) và đường kính 510 milimét (20 in) và được đặt ở bên dưới của tên lửa.
Ngay từ đầu những năm 1950s, Hoa Kỳ đã phát triển động cơ Ramjet đạt tốc độ Mach 4 trong chương trình Lockheed X-7. Động cơ sau đó được trang bị cho tên lửa Lockheed AQM-60 Kingfisher. Các nghiên cứu sâu hơn đã cho ra đời máy bay trinh sát không người lái Lockheed D-21.
Cuối những năm 1950s, Hải quân Mỹ giới thiệu hệ thống tên lửa phòng không hạm RIM-8 Talos, có tầm bắn xa trang bị cho tàu mặt nước. Nó đã có quá trình triển khai thành công khi đã bắn hạ được vài máy bay địch trong chiến tranh Việt Nam, và cũng là loại tên lửa phòng không trên tàu chiến đầu tiên đã từng bắn hạ chiến đấu cơ đối phương. Ngày 23 tháng Năm năm 1968, một quả tên lửa Talos bắn đi từ tàu USS Long Beach đã bắn trúng một chiếc MiG ở khoảng cách 105 kilômét (65 mi). Tên lửa cũng được sử dụng trong vai trò đối đất và vũ khí tiêu diệt radar.
Sử dụng nền tảng công nghệ của tên lửa AQM-60, cuối những năm 1950s và đầu những năm 1960s Hoa Kỳ đã phát triển hệ thống phòng không CIM-10 Bomarc, được trang bị với hàng trăm tên lửa ramjet mang đầu đạn hạt nhân với tầm bắn khoảng vài trăm dặm. Nó sử dụng cùng loại động cơ với AQM-60 nhưng đã được thay thế bằng vật liệu mới giúp cải thiện thời gian bay. Hệ thống được rút ra khỏi trang bị vào những năm 1970s do mối đe doạ từ máy bay ném bom của Liên Xô đã dần giảm bớt.

#### THOR-ER
Tháng Tư năm 2020, Bộ quốc phòng Mỹ và Bộ quốc phòng Na Uy đã đưa ra tuyên bố chung rằng Mỹ và Na Uy đang phát triển vũ khí tiên tiến có tầm bay xa siêu vượt âm. Theo đó chương trình Tactical High-speed Offensive Ramjet for Extended Range (THOR-ER) đã hoàn tất và tiến hành thử nghiệm tên lửa nhiên liệu rắn vào tháng Tám năm 2022.

### Vương quốc Anh

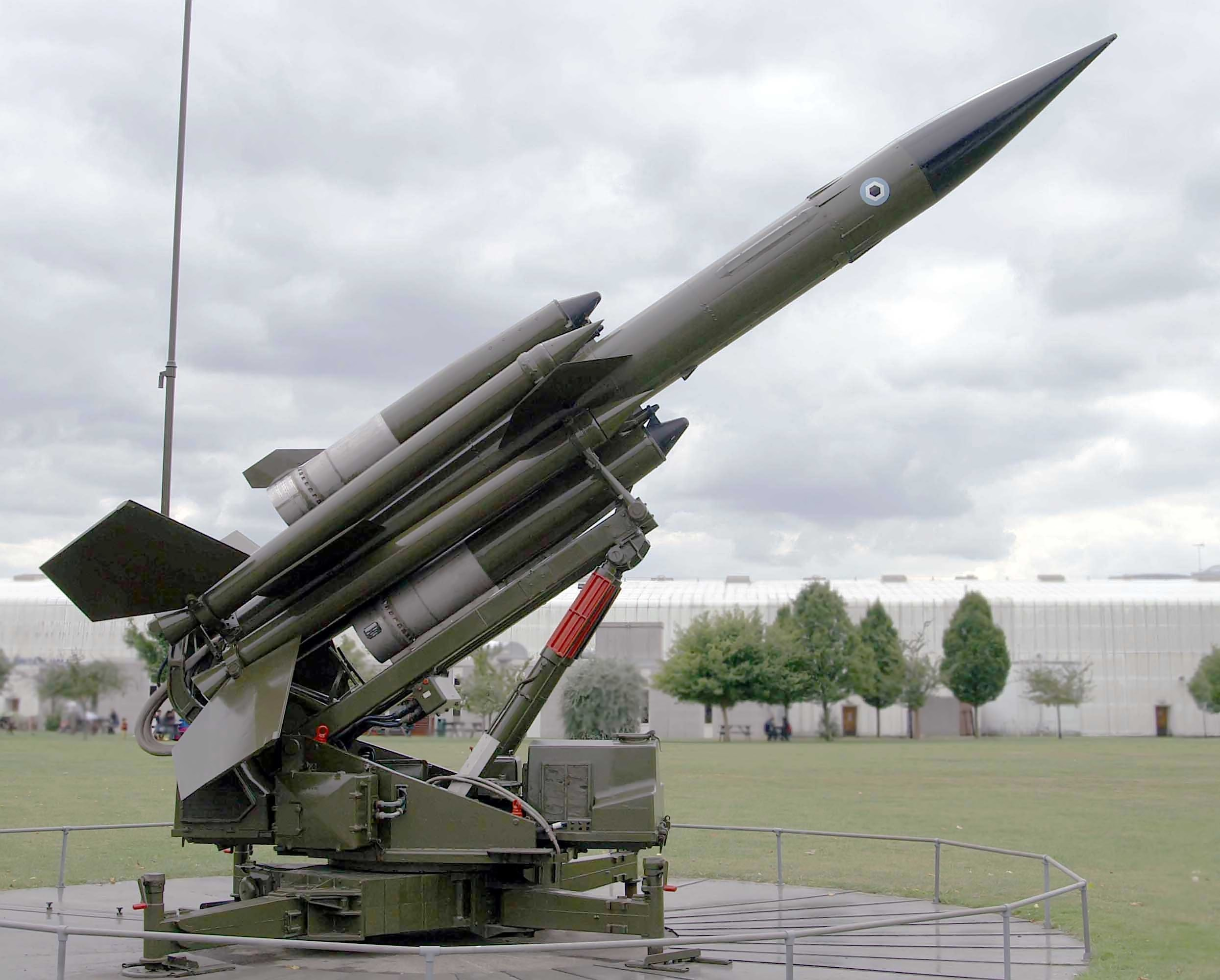
Tên lửa Bloodhound trưng bày tại bảo tàng Không quân Hoàng gia Anh, Hendon, London.

Cuối thập niên 50, đầu thập niên 60, người Anh bắt đầu phát triển một vài loại tên lửa sử dụng động cơ ramjet.
Trong số đó có dự án mang tên Blue Envoy phát triển một loại tên lửa phòng không ramjet dùng để chống máy bay ném bom đối phương, tuy nhiên dự án đã bị hủy bỏ.
Nó được thay thế bởi hệ thống tên lửa phòng không có tầm bắn ngắn hơn nhiều mang tên Bloodhound. Hệ thống được thiết kế để trở thành lớp phòng thủ thứ hai trong trường hợp máy bay địch vượt qua được lớp phòng thủ thứ nhất là các tiêm kích English Electric Lightning.
Vào những năm 60, Hải quân Hoàng gia Anh đã phát triển và triển khai tên lửa phòng không Sea Dart sử dụng động cơ ramjet. Loại tên lửa này có tầm bắn 65–130 kilômét (40–80 mi) đạt tới vận tốc Mach 3. Nó đã được sử dụng và mang lại hiệu quả chiến đấu cao trong cuộc chiến giành đảo Falklands.

#### Fritz Zwicky
Nhà vật lý thiên văn lỗi lạc người Thụy Sỹ Fritz Zwicky đã từng là giám đốc bộ phận nghiên cứu tại Aerojet và ông cũng có nhiều bằng sáng chế về lực đẩy phản lực. Bằng sáng chế số 5121670 và 4722261 chỉ ra thiết kế của ông cho máy gia tốc phản lực dòng thẳng. Hải quân Mỹ khi đó đã không cho phép Zwicky công bố rộng rãi phát minh của mình bao gồm sáng chế số 2.461.797 về phản lực dưới nước, một động cơ phản lực dòng thẳng trong môi trường nước. Tạp chí Time sau đó đã đưa ra bình luận về những phát minh của Fritz Zwicky trong bài viết "Missed Swiss" ngày 11/7/1955 và "Động cơ phản lực dưới nước" trong ấn bản ngày 14/3/1949.

### Pháp

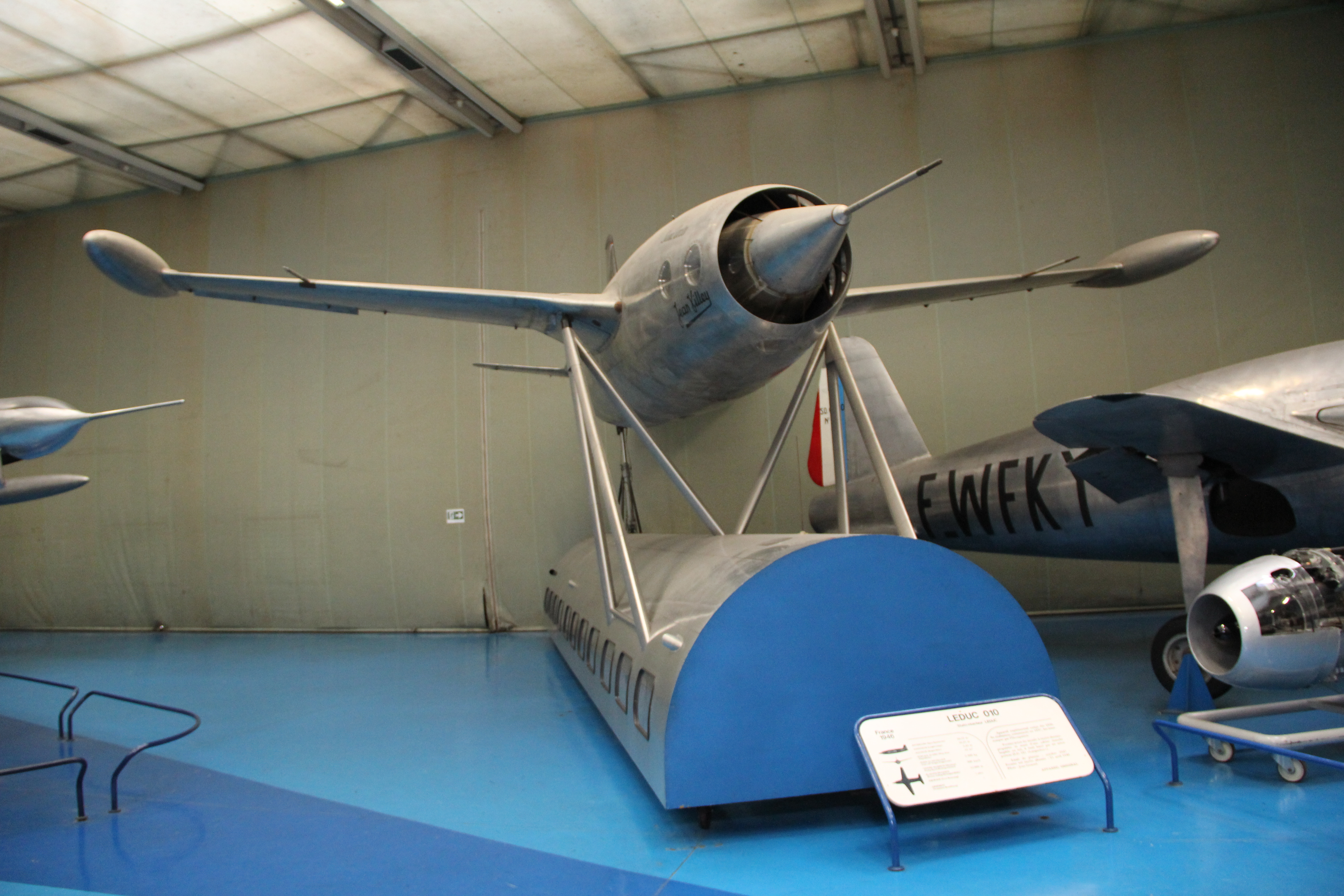
Leduc 010

Tại Pháp nổi tiếng nhất là René Leduc, người đã chế tạo ra Leduc 0.10 là một trong những máy bay đầu tiên sử dụng động cơ ramjet vào năm 1949.
Chiếc Nord 1500 Griffon có khả năng đạt tới vận tốc Mach 2,19 (745 m/s; 2.680 km/h vào năm 1958.

## Thiết kế

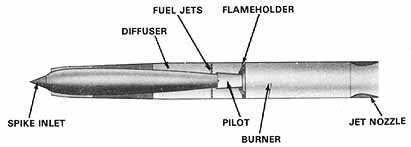
Một động cơ ramjet điển hình.

Bộ phận đầu tiên của động cơ ramjet là bộ phận nén khí trong đó vận tốc chuyển động về phía trước của động cơ được sử dụng để nén khí hoặc chất lỏng công tác đạt yêu cầu để đốt cháy cùng nhiên liệu trong buồng đốt. Sau đó khí thải sẽ được xả trực tiếp qua miệng xả để gia tốc nó đạt đến vận tốc siêu âm. Sự gia tốc này giúp tạo ra lực đẩy của động cơ ramjet.
Động cơ ramjet đơn giản hơn động cơ tuốc bin phản lực do nó bao gồm cửa hút khí, buồng đốt và miệng phụt nhưng không có tuốc bin nén. Thông thường, bộ phận chuyển động duy nhất của động cơ ramjet là vòi phun nhiên liệu của nó, có vai trò đưa nhiên liệu vào buồng đốt thông qua van phun. Động cơ ramjet nhiên liệu rắn thậm chí còn đơn giản hơn nữa do không cần có hệ thống cung cấp nhiên liệu.
Theo cách so sánh trên, động cơ tuốc bin phản lực nén khí nạp vào động cơ nhờ tuốc bin. Loại động cơ này sẽ sản sinh lực đẩy ngay cả khi máy bay không chuyển động do dòng khí có vận tốc lớn mà động cơ cần để sản sinh lực đẩy được hút vào nhờ chính tuốc bin nén khí của động cơ.

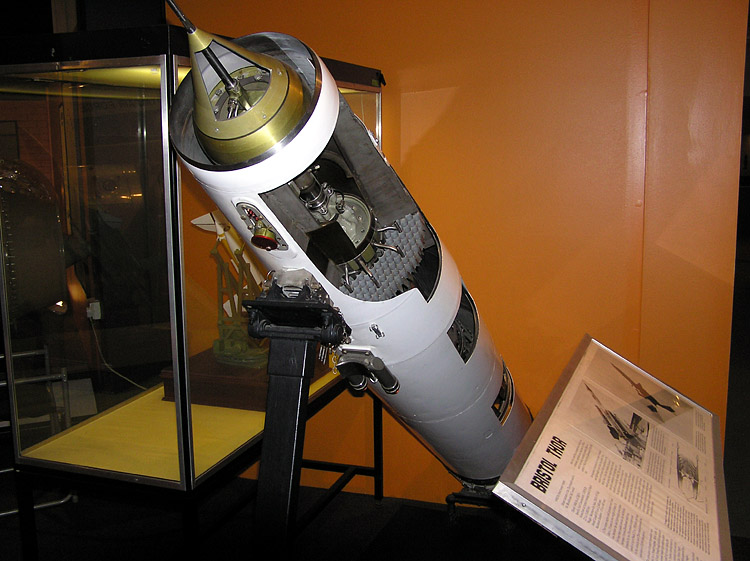
Động cơ ramjet Bristol Thor. Hai động cơ loại này được sử dụng trên tên lửa phòng không Bristol Bloodhound.

## Các loại máy bay dùng động cơ phản lực dòng thẳng
- Hiller Hornet (a ramjet-powered helicopter)
- NHI H-3 Kolibrie (helicopter)
- Focke-Wulf Super Lorin
- Focke-Wulf Ta 283
- Focke-Wulf Triebflügel
- Leduc experimental aircraft
- Lockheed D-21
- Lockheed X-7, 1950 test vehicles
- AQM-60 Kingfisher, X-7 derived target vehicles using Marquardt XRJ43-MA ramjet
- Nord 1500 Griffon
- Republic XF-103, design, to use Wright J67 turbojet + RJ55-W-1 ramjet, never built
- Skoda-Kauba Sk P.14

## Các loại tên lửa dùng động cơ phản lực dòng thẳng
- 2K11 Krug
- 2K12 Kub
- ASM-3
- Bristol Bloodhound
- BrahMos
- CIM-10 Bomarc
- Orbital Sciences GQM-163 Coyote
- Hsiung Feng III
- Kh-31
- MBDA ASMP
- MBDA Meteor
- P-270 Moskit
- P-800 Oniks
- Bendix RIM-8 Talos
- Sea Dart missile
- North American SM-64 Navaho
- Solid Fuel Ducted Ramjet
- YJ-12

## Sách chuyên đề
- Hallion, Richard P. "The Soviet Stovepipes". Air Enthusiast, No. 9, February–May 1979, pp. 55–60. ISSN 0143-5450.

Bản mẫu:Aircraft gas turbine engine components
Bản mẫu:Heat engines
 enginehistory org document about Lorin Ramjet